# L'arrivista (film 1924)
L'arrivista (The Snob) è un film muto del 1924 diretto da Monta Bell e interpretato da John Gilbert, Norma Shearer e Conrad Nagel. La sceneggiatura si basa su The Snob; the Story of a Marriage, romanzo di Helen Reimensnyder Martin, pubblicato a New York nel 1924.
Prodotto e distribuito dalla MGM, il film uscì nelle sale, presentato in anteprima, il 10 novembre 1924.
La pellicola è considerata perduta.

## Trama
Nancy Clayton, dopo la morte del padre, si trasferisce in una cittadina della Pennsylvania, trovando lavoro come maestra. Nel collegio dove insegna, conosce Eugene, un giovane ambizioso che cerca con tutti i mezzi di salire la scala sociale. Ignorando che Nancy è, in realtà milionaria, la frequenta ma sogna sempre di fare un matrimonio di interesse. Anche se si fidanza con Nancy, frequenta Dorothy, una ricca ereditiera. Quando Nancy si ammala, convinto che la ragazza ha ancora poco da vivere, la sposa, pensando di restare presto vedovo. La ragazza ha un bambino che perde dopo la sua nascita. In una lettera a Dorothy, Eugene le confessa di aver dovuto sposare Nancy contro la sua volontà. Eugene scopre che la moglie è, in effetti, ricca. Allora le chiede perdono per le sue sbandate. Ma Nancy, rafforzata dall'amore di Herrick, un suo vecchio fidanzato, erede di una famiglia influente di Boston, decide di chiedere il divorzio e lascia il marito.

## Distribuzione
Il copyright del film, richiesto dalla Metro-Goldwyn-Mayer Pictures, fu registrato il 10 novembre 1924 con il numero LP20768.
Il film venne distribuito dalla MGM che lo presentò in prima a New York il 10 novembre 1924. In Finlandia, uscì il 7 dicembre 1925, in Portogallo il 14 marzo 1927. In Austria, venne ribattezzato Der Mann ohne Charakter, in Spagna come El vanidoso e in Portogallo O Vaidoso.

### La critica
Miss Shearer si cala particolarmente bene nel personaggio di questa ereditiera riservata e il suo aspetto aiuta ad avvalorare la credibilità del ruolo